# Пеппі Довгапанчоха (фільм, 1984)
«Пеппі Довгапанчоха» (рос. «Пеппи Длинныйчулок») — радянський двосерійний музичний дитячий телефільм 1984 року за мотивами «однойменної» повісті 1945 року шведської письменниці Астрід Ліндгрен.

## Сюжет
У маленькому містечку з'являється весела витівниця Пеппі Довгапанчоха. Дівчинка приїхала одна, з конем і валізою, повною золотих монет, які вона щедро роздає. Мати Пеппі померла, коли дівчинка була ще немовлям, а батько, капітан Ефраїм Довгапанчоха, пропав. У Пеппі з'являються друзі — брат і сестра Томмі і Анніка — які готові брати участь у всіх її іграх. Однак суворі і манірні дами на чолі з фрекен Розенблюм хочуть відправити Пеппі в дитячий будинок. Але дівчинка тікає, приймаючи все за гру, і вони, втрачаючи надію зловити неслухняну дитини, фактично продають її директору цирку як хорошу гімнастку і клоуна. Від несправедливості Пеппі рятує її батько Ефраїм, який приїхав до своєї доньки. Він звинувачує директора цирку, з яким зустрічався раніше, у багатьох злочинах, в результаті чого той падає в воду і пливе. Пеппі йде в далеке плавання разом зі своїм батьком, але, побачивши, як засмутилися Томмі і Анніка, вирішує залишитися і стрибає в воду з уже відчалившого корабля.

## У ролях
- Світлана Ступак — Пеппі Довгапанчоха
- Федір Стуков —  Томмі
- Світлана Щєлова —  Анніка
- Тетяна Васильєва —  фрекен Розенблюм
- Людмила Шагалова —  фру Сеттергрен
- Єлизавета Нікіщихіна —  фру Лаура
- Лев Дуров —  директор цирку Стефенс
- Баадур Цуладзе —  поліцейський  (озвучував Олег Табаков)
- Леонід Ярмольник —  шахрай Блон
- Леонід Каневський —  шахрай Карл
- Михайло Боярський —  батько Пеппі, капітан Ефраїм Довгапанчоха
- Володимир Кремена —  клоун Бук
- Семен Маргулян —  клоун Джим
- Валентин Дикуль —  силач «Індійський півень»
- Анатолій Адоскін —  директор лялькового театру
- Олександр Буланов — епізод
- Ігор Пєтухов — епізод
- Єва Петренко — епізод
- Валерій Лисенков — епізод
- Віктор Махмутов — епізод

## Знімальна група
- Автор сценарію: Маргарита Мікаелян
- Режисер-постановник: Маргарита Мікаелян
- Оператор-постановник: Олександр Княжинський
- Художники-постановники: Олександр Бойм і Олександр Макаров
- Композитор: Володимир Дашкевич
- Текст пісень: Юлій Кім
- Державний симфонічний оркестр кінематографії/диригент: Костянтин Кримець
- Ансамбль «Мелодія»/художній керівник: Борис Фрумкін
- Московський камерний хор/художній керівник: Володимир Мінін
- Постановка трюків: Олександр Массарський